# Mlakovská svodnice
Mlakovská svodnice je levostranný přítok Bystřice v okrese Hradec Králové v Královéhradeckém kraji. Délka toku měří 2,5 km. Plocha povodí činí 6,2 km².

## Průběh toku
Mlakovská svodnice pramení asi 600 m jižně od centra obce Želkovice v nadmořské výšce 281 m. Dále teče jihozápadním směrem. V obci Benátky se stáčí k západu. Asi 600 m západně od obce Benátky se Mlakovská svodnice vlévá do Bystřice v nadmořské výšce 260 m.